# 효명태자
효명태자(孝明太子, 생몰년 미상)는 고려(高麗)의 태자(太子)이자 태조(太祖)와 성무부인(聖茂夫人)의 차남이다. 성은 왕(王) 이름은 전해지지 않는다.

## 생애
태조 왕건과 성무부인의 차남으로, 성은 왕, 본관은 개성이다. 효명태자의 어머니 성무부인은 평주 박씨 출신으로, 황해도 평주(현재의 황해북도 평산군)의 호족이자 개국공신인 박지윤의 딸이다. 역시 개국공신인 박수문, 박수경은 효명태자의 외삼촌이 된다.
《고려사》에는 효명태자에 대해 기록에 그 이름이 실전되었고, 일찍 죽어 후손도 없었다고만 기록되어 있다.

## 가계
- 조부 : 세조(世祖, ?~897년)
- 조모 : 위숙왕후(威肅王后, 생몰년 미상)
  - 아버지 : 고려 제1대 왕 태조(太祖, 877년~943년, 재위:918년~943년)
- 외조부 : 박지윤(朴遲胤, 생몰년 미상)
  - 어머니 : 성무부인(聖茂夫人, 생몰년 미상)
    - 형 : 효제태자(孝悌太子, 생몰년 미상)
    - 동생 : 법등군(法登君, 생몰년 미상)
    - 동생 : 자리군(資利君, 생몰년 미상)
    - 남매 : 부인 박씨(夫人 王氏, 생몰년 미상) - 경순왕과 혼인[3]

  - 외삼촌 : 박수문(朴守文, 생몰년 미상)
  - 외삼촌 : 박수경(朴守卿, ? ~964년)